# Gō Hatano
Gō Hatano (jap. 波多野 豪, Hatano Gō; * 25. Mai 1998 in Musashimurayama, Präfektur Tokio) ist ein japanischer Fußballspieler.

## Karriere

### Verein
Gō Hatano erlernte das Fußballspielen in der Jugendmannschaft des FC Tokyo. Hier unterschrieb er 2017 auch seinen ersten Profivertrag. Der Verein, der in der Präfektur Tokio beheimatet ist, spielte in der höchsten Liga des Landes, der J1 League. Die U23-Mannschaft spielte in der dritten Liga, der J3 League. In der dritten Liga stand er 34-mal im Tor. Im Finale um den J.League Cup 2020 besiegte Tokyo am 4. Januar 2021 Kashiwa Reysol mit 2:1. Zu Beginn der Saison 2023 wechselte er auf Leihbasis zum Zweitligisten V-Varen Nagasaki. Für den Verein aus Nagasaki stand er Torwart 42-mal zwischen den Pfosten. Nach der Ausleihe kehrte er Anfang 2024 zum FC Tokyo zurück.

### Nationalmannschaft
Go Hatano spielte 2018 einmal in der japanischen U21-Nationalmannschaft. 2019 stand er einmal in der U23 im Tor.

## Erfolge
FC Tokyo
- Japanischer Ligapokalsieger: 2020